# Pratt & Whitney PW6000
I Pratt & Whitney PW6000 compongono una famiglia di motori aeronautici turboventola prodotti dall'azienda statunitense Pratt & Whitney. Progettati congiuntamente con la tedesca MTU Aero Engines, questi motori sono stati montati sugli Airbus A318.

## Storia del Progetto
Alla fine degli anni novanta la Pratt & Whitney iniziò a progettare un motore con una minima complessità sia per minimizzare i costi di manutenzione sia per raggiungere un peso ridotto, in modo da ridurre il consumo di carburante. I primi test evidenziarono come un motore a cinque stadi non fosse adatto allo scopo, quindi la società americana si rivolse alla MTU Aero Engines per progettare un motore a sei stadi. L'azienda tedesca progettò e poi mise in produzione un compressore ad alta pressione e una turbina a bassa pressione. Il compressore viene azionato da una turbina monostadio. Prima che il PW6000 entrasse in servizio ha completato più di 29.000 cicli e 14.000 ore di test di sviluppo.
Il motore ha fatto il suo primo volo il 21 agosto 2000 su un aereo di prova partito dal Plattsburgh International Airport, completando con successo un test di un'ora e 20 minuti. La Federal Aviation Administration, l'agenzia governativa statunitense che regola l'aviazione civile, ha rilasciato la certificazione per l'idoneità al volo del motore nel novembre del 2004. Nel 2006 anche l'ente per la sicurezza aerea europea, EASA, ha rilasciato la certificazione per questo tipo di propulsori.
A causa dei ritardi del progetto il cliente di lancio, la cilena LAN Airlines, ha ricevuto il primo Airbus A318 con montati i PW6000 nel 2007.

## Velivoli utilizzatori
- Airbus A318

## Galleria d'immagini

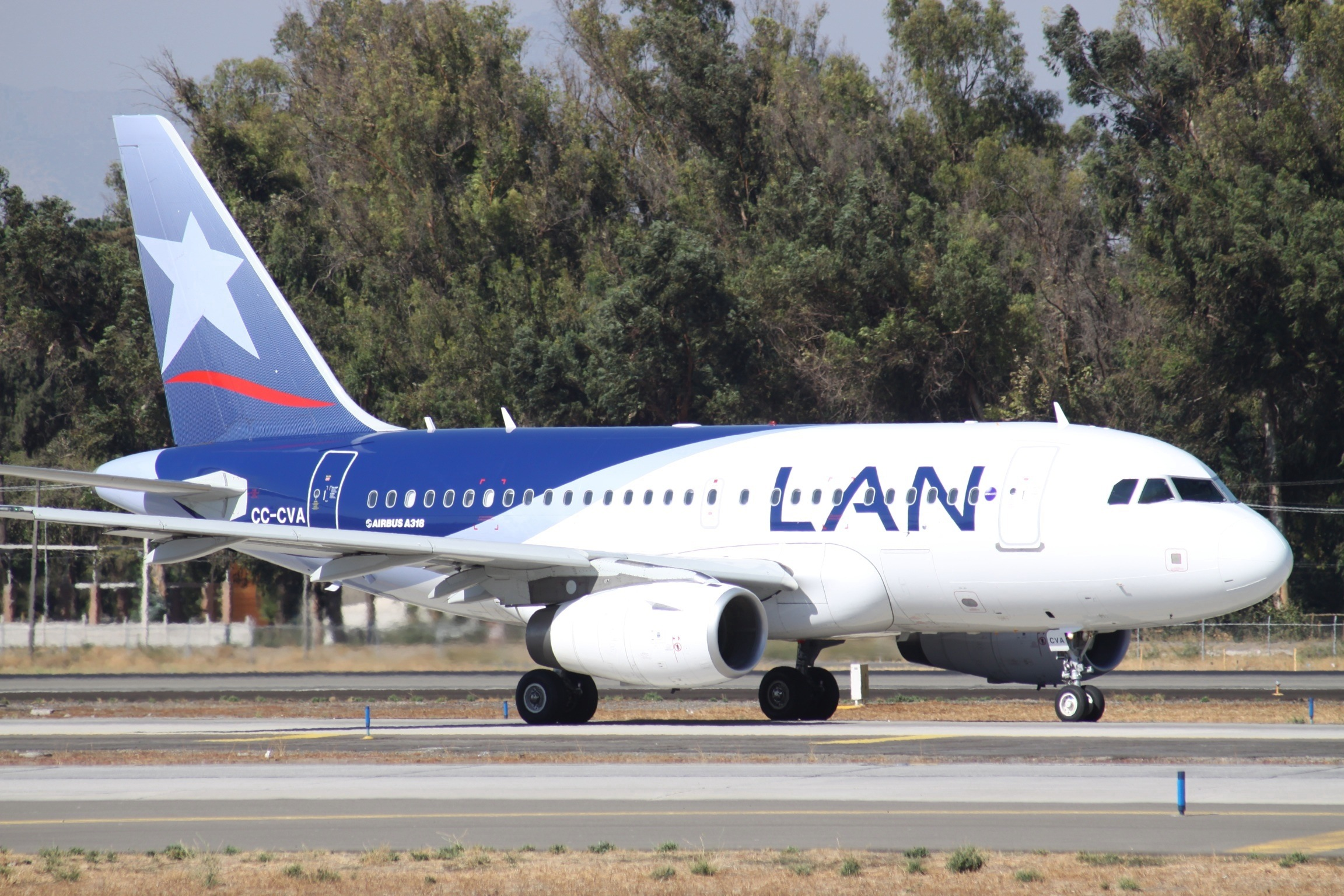
Un Airbus A318 della LAN Airlines in cui sono stati montati due PW6000
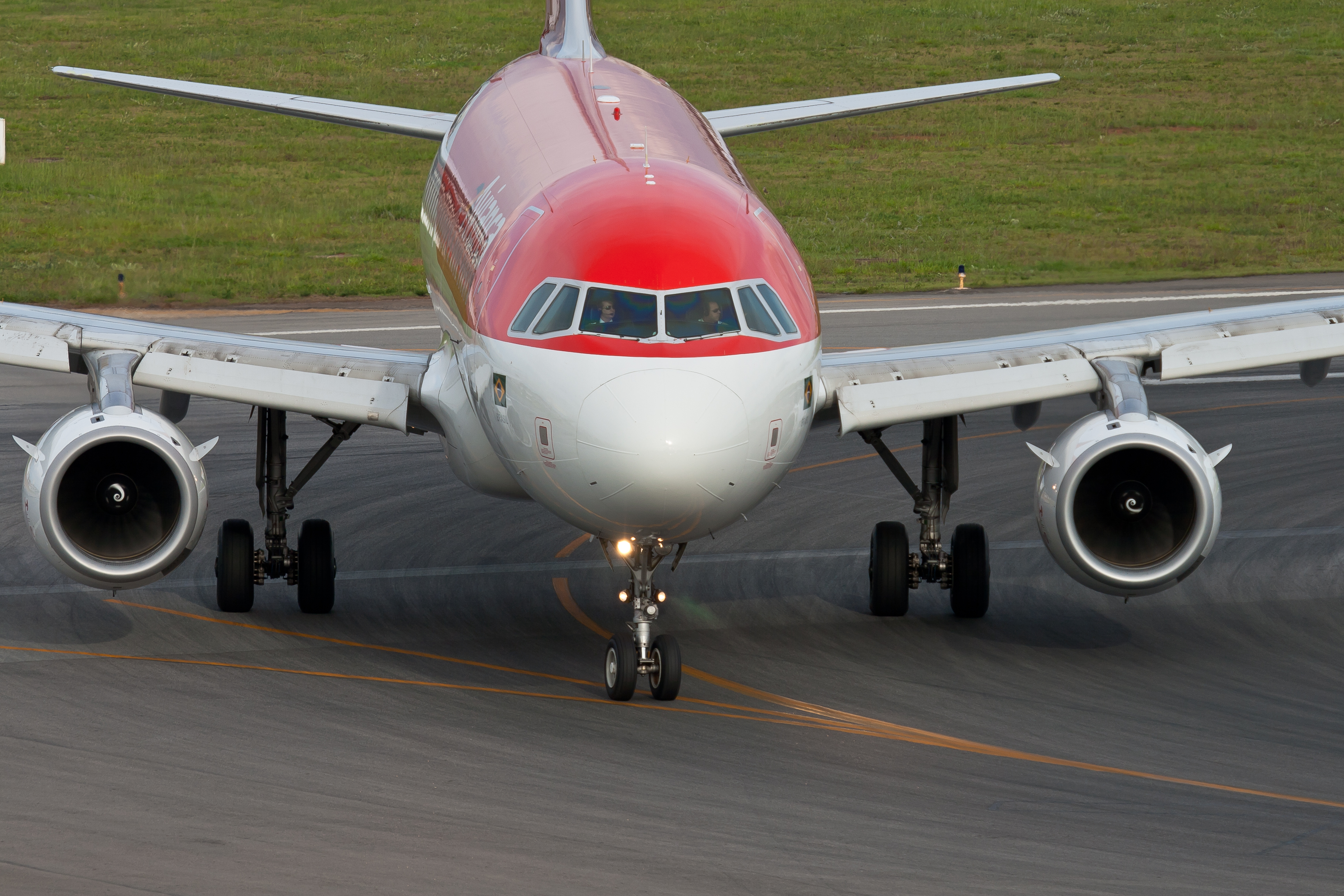
Un Airbus A318 della Avianca in cui sono stati montati due PW6000
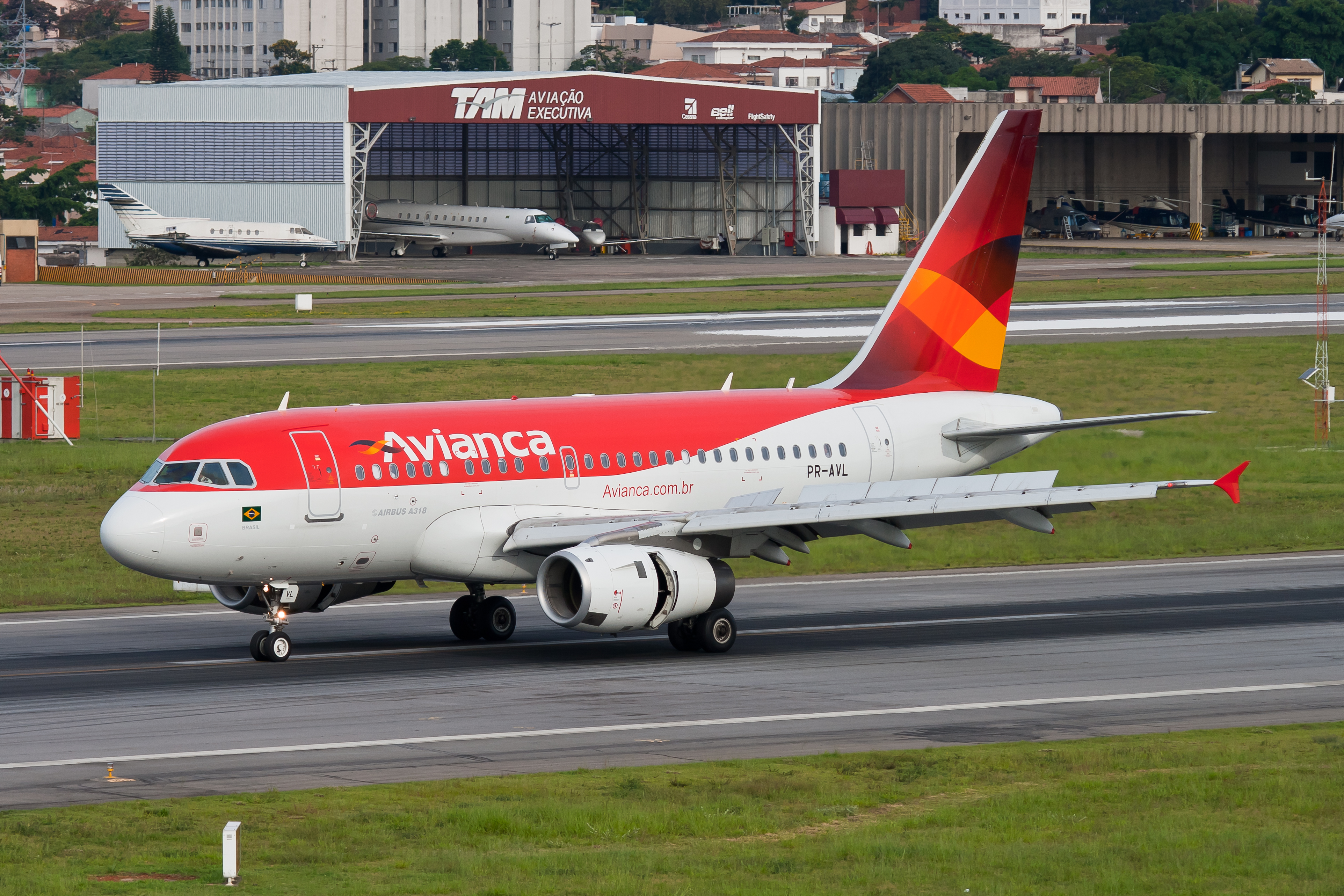
Un Airbus A318 della Avianca in cui sono stati montati due PW6000